# 克里斯托夫·奥诺雷
克里斯托夫·奥诺雷（法語：Christophe Honoré；1970年4月10日—）是法國電影導演。

## 生平
克里斯托夫·奥诺雷是一名男同志，他的許多電影作品都處理同志或是情慾題材。2004年，他完成由伊莎貝·雨蓓與路易·卡黑主演的《母親，愛情的限度》，電影描述一段母子亂倫戀情，引起爭議；2007年，奥诺雷執導的歌舞片《巴黎小情歌》進入第60屆坎城影展正式競賽單元；2018年，他以《喜歡你、愛上你、逃離你》第二度進入第71屆坎城影展正式競賽單元。
奥诺雷的電影作品時常與路易斯·加瑞尔合作。

## 電影作品
- 2004年：《母親，愛情的限度（法语：Ma mère (film, 2004)）》（Ma mère）
- 2006年：《花都圓舞曲》（Dans Paris）
- 2007年：《巴黎小情歌》（Les Chansons d'amour）
- 2008年：《巴黎小情人》（La Belle Personne）
- 2011年：《最愛小情歌》（Les Bien-aimés）
- 2014年：《情慾變形記》（Métamorphoses）
- 2016年：《搗蛋鬼蘇菲》（Les Malheurs de Sophie）
- 2018年：《喜歡你、愛上你、逃離你（英语：Sorry Angel）》（Plaire, aimer et courir vite）
- 2019年：《戀愛倒帶中》（Chambre 212）
- 2021年：《蓋爾芒特家情事（法语：Guermantes (film)）》（Guermantes）
- 2022年：《高中生》（Le Lycéen）
- 2024年：《我的馬切洛》（Marcello Mio）

## 外部連結
- 克里斯托夫·奥诺雷在互联网电影资料库（IMDb）上的資料（英文）